# Łotwa na Letnich Igrzyskach Olimpijskich 1996
Łotwę na Letnich Igrzyskach Olimpijskich 1996 reprezentowało 47 zawodników w 12 dyscyplinach. Najmłodszym zawodnikiem była Margarita Kalmikova (15 lat). Najstarszym zawodnikiem był Afanasijs Kuzmins (49 lat). Łotwa zdobyła jeden medal. 

## Zdobyte Medale
| Medal  | Zawodnik        | Dyscyplina  | Konkurencja |
| ------ | --------------- | ----------- | ----------- |
| Srebro | Iwan Klementiew | Kajakarstwo | C-1 1000 m  |